# Porphyrostromium ciliare
Espèce
Porphyrostromium ciliare (anciennement Bangia ciliaris) est une espèce d'algue rouge de la famille des Erythrotrichiaceae.